# VII. Károly svéd király
VII. Károly, svéd neve Karl Sverkersson (1135 k. – 1167. április 12.) Svédország királya 1160-tól haláláig.

## Élete
Károly az 1156-ban megölt Idősebb Sverker fia. Édesanyja Ulvhild Håkansdotter.
Károly feltehetőleg már 1155-ben átvette a királyi címet édesapjától Götaland tartományban. 1161-es győzelme után, melyet az örebroi csatában vívott ki Magnus Henriksson dán herceg és svealandi régens felett, aki halálát lelte a csatában, Károly uralma egész Svédországra kiterjedt.
Károly uralma alatt nevezték ki az első svéd érseket is, 1164-ben. Ennek jelentősége abban rejlik, hogy ezután Svédország majdnem teljesen függetleníteni tudta magát a lundi dán érsektől. Ez az egyházpolitikai siker főleg István (Stefan) szerzetesnek köszönhető, aki az alvastrai apátságból érkezett. István Jarl Ulffal együtt küldöttségbe mentek a pápához, mire Istvánt felkenték svéd érsekké.
Orosz források szerint Károly keresztes hadjáratot is vezetett Oroszországba, azonban lehet, hogy ezt valójában egy finn uralkodó vezette.
Károly 1163-ban feleségül vette Krisztinát, Stig Hvide schoneni nemes leányát. Krisztinától született Károly Sverker Karlsson nevű fia.
1167-ben Knut Eriksson Näs várában megölte a királyt. Károly földi maradványait az alvastrai apátságban helyezték végső nyugalomra.

## Fordítás
- Ez a szócikk részben vagy egészben  a   Karls VII. (Schweden) című német Wikipédia-szócikk ezen változatának fordításán alapul.  Az eredeti cikk szerkesztőit annak laptörténete sorolja fel. Ez a jelzés csupán a megfogalmazás eredetét és a szerzői jogokat jelzi, nem szolgál a cikkben szereplő információk forrásmegjelöléseként.

## Külső hivatkozások
- Bengans historiasidor (svéd nyelven). Wadbring.com
- genealogie-mittelalter.de
- Sverker family (angol nyelven). Genealogy.eu. (Hozzáférés: 2011. január 10.)